# Nhiệt ca (âm nhạc)
Nhiệt ca là một thể loại âm nhạc có nguồn gốc châu Phi, với nhịp 2/4 hoặc 4/4. Nó cũng là danh tự của một điệu nhảy khiêu vũ, có nhạc dựa trên một bản ballad ngẫu hứng theo tiết tấu hơi hướng đại lục châu Phi ở các đảo vùng trung châu Mỹ. Danh xưng của thể loại nhạc (được sử dụng từ niên đại 1930), lấy danh tự từ tiên nữ Calypso, là một biểu hiện hình thành từ những ngữ nguyên xuất phát từ từ nguyên ngôn ngữ châu Phi.
Có những ca sĩ khai phát trứ danh từ thể loại này như Lord Kitchener, hay Lord Creator và Lord Ivanhoe đã cống hiến cho sự phát triển của thể loại này ở Lãnh thổ Caribbe. Tiền tố "Lord" (Chủ) là danh hiệu mang phong cách điển hình của Nhiệt ca cho những nhạc sĩ Nhiệt ca tối cao và chỉ cố hữu cho thể loại này. Nhiệt ca đã cống hiến làm những thể loại khác xuất hiện trong niên đại 1960 như Ska (Jamaica) và Soca (Trinidad).

## Liên tiếp ngoại bộ
- Nhiệt ca (âm nhạc) trên DMOZ
- Calypsonians.com